# Gabiadji
Gabiadji este o comună din departamentul San-Pédro, regiunea Bas-Sassandra, Coasta de Fildeș.